# Dines Jensen
Dines Jensen (* 22. Januar 1850; † 25. August 1939) war ein norwegischer Gewerkschafter.
Jensen war nach Hans G. Jensen der zweite Vorsitzende des norwegischen Gewerkschaftsbundes (Landsorganisasjonen i Norge) und führte die Gewerkschaft 1900 bis 1901. Er war Mitglied der norwegischen Holzarbeitergewerkschaft (Norsk Trearbeiderforbund) und von 1895 und 1903 deren Vorsitzender. Seine Gewerkschaft war eine der Gründergewerkschaften des norwegischen Gewerkschaftsbundes. 
Das doppelte Amt führte zu gewissen Loyalitätsproblemen. Als die Möbelschreiner 1900–1901 streikten, beschloss das Sekretariat des norwegischen Gewerkschaftsbundes mehrheitlich nicht einzugreifen. Daraufhin trat er von diesem Amt zurück.
| Personendaten    | Personendaten                        |
| ---------------- | ------------------------------------ |
| NAME             | Jensen, Dines                        |
| KURZBESCHREIBUNG | norwegischer Gewerkschaftsfunktionär |
| GEBURTSDATUM     | 22. Januar 1850                      |
| STERBEDATUM      | 25. August 1939                      |